# Río Rojo del Norte

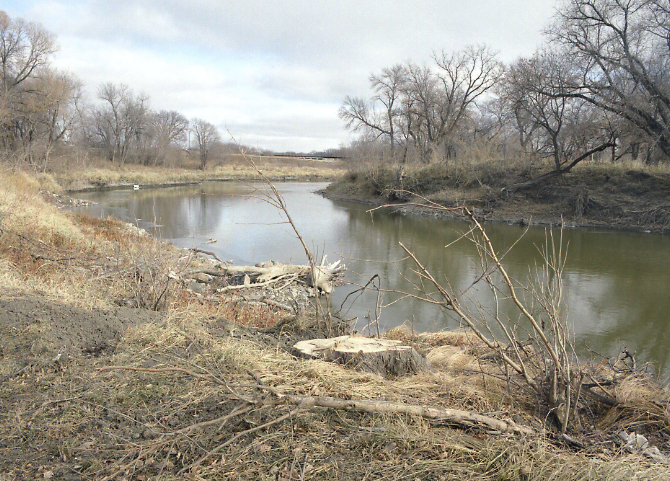
El río Rojo en las proximidades de Fargo.

El río Rojo del Norte (en inglés: Red River of the North, en francés: rivière Rouge) es un largo río de Estados Unidos y Canadá que fluye en dirección norte por Dakota del Norte y Minnesota (EE. UU.) —de los que forma frontera— y Manitoba (Canadá) desaguando en el lago Winnipeg. Tiene una longitud de 885 km aunque con una de sus fuentes, el río Otter Tail, llega hasta los 1126 km, de los que 877 km discurren por EE. UU. (que lo sitúan entre los 40 ríos más largos de este país) y 249 km por Canadá. Drena una amplia cuenca de 287 500 km².
En los Estados Unidos, el río Rojo a veces se llama el río Rojo del Norte, para distinguirle del otro río Rojo, el afluente del río Misisipí, que forma parte de la frontera entre Texas y Oklahoma. 
El tramo canadiense de 249 km fue declarado en 2007 integrante del Sistema de ríos del patrimonio canadiense.

## Geografía

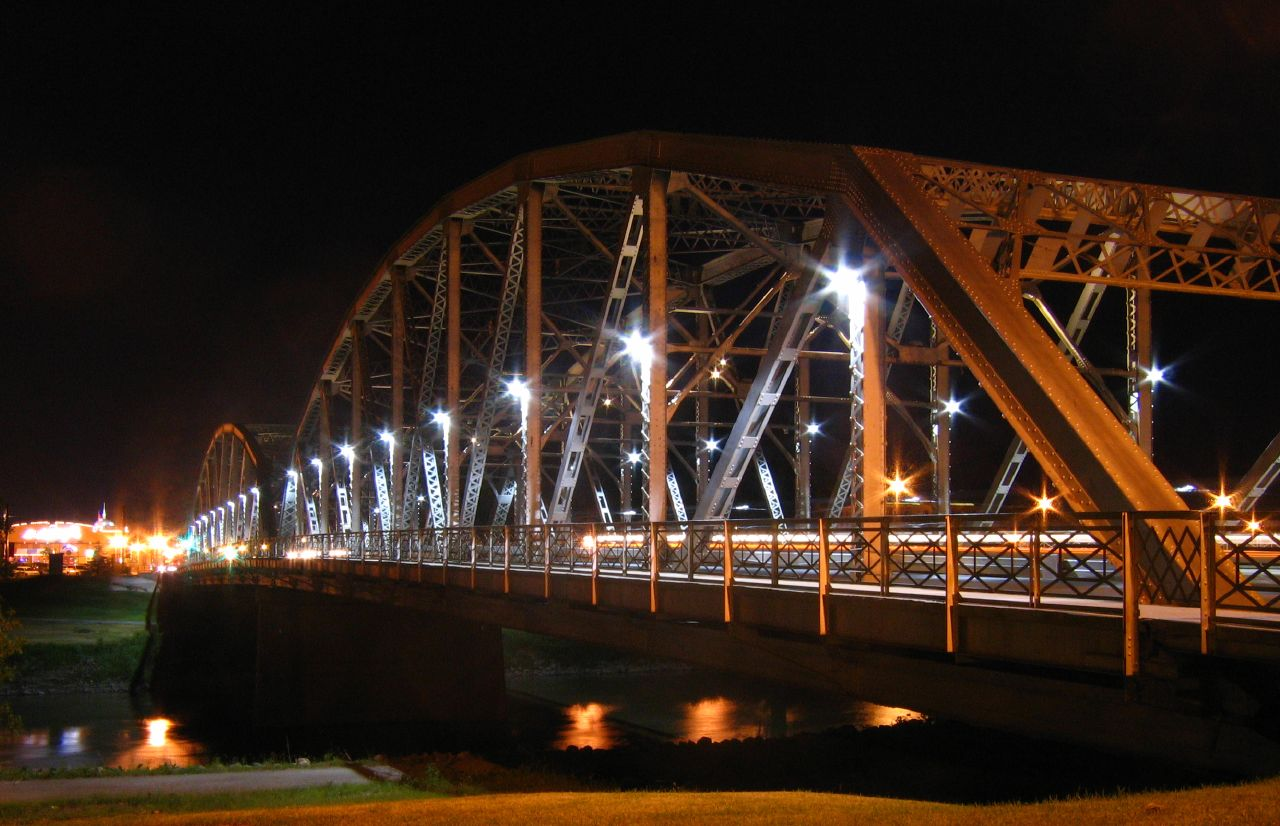
Puente sobre el río Rojo en Grand Forks.

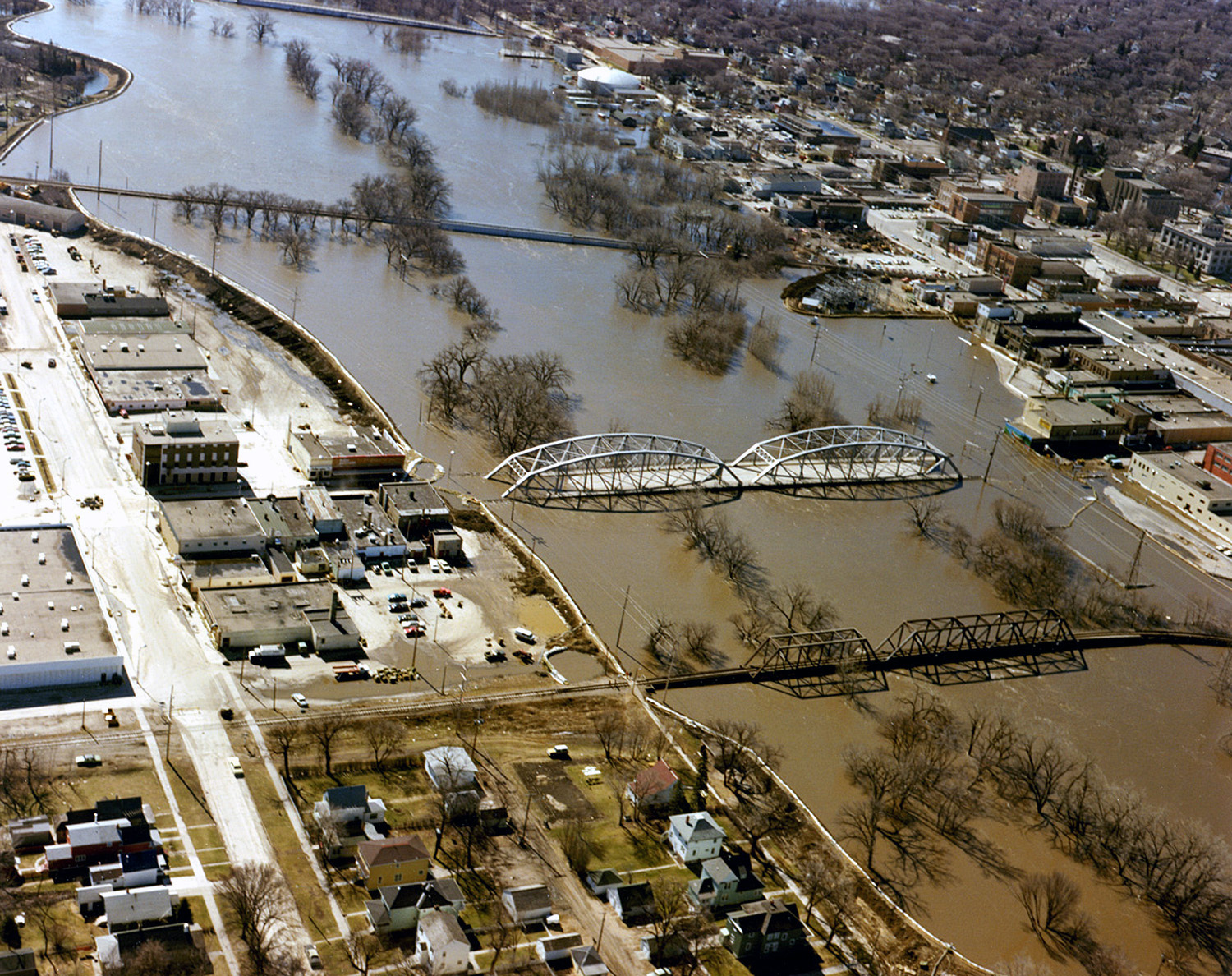
El mismo puente en la inundación de 1997en Grand Forks.

El río nace en la frontera entre Dakota del Norte (parte Suroriental) y Minnesota (parte mediooccidental), en las ciudades de Breckenridge (Minnesota) (3559 hab.)  y Wahpeton (Dakota del Norte) (8586 hab.), en la confluencia del río Bois de Sioux (con una longitud de 157 km, incluida su fuente el río Mustinka) y el río Otter Tail (cola de nutria) (con 241 km). El río Rojo discurre siempre en dirección norte, en un curso típico de llanura con muchas vueltas y meandros, a través de la fértil llanura de inundación del antiguo lago glacial Agassiz. El río forma la frontera natural entre los estados de Minnesota y Dakota del Norte hasta llegar a la frontera canadiense. Aguas abajo de Breckenridge, el río pasa por las ciudades de Fargo (90 587 hab.), las gemelas Grand Forks (49 366 hab.) y East Grand Forks (7501 hab.), Drayton (913 hab.) y Pembina (642 hab.), a pocos kilómetros de la frontera canadiense. 
Luego el río se interna en Canadá por la parte meridional en la provincia de Manitoba, pasando por las ciudades de Morris (1700 hab.), la capital Winnipeg (633 451 hab.) —donde recibe por la izquierda su principal afluente, el río Assiniboine— y Selkirk (9515 hab.). Finalmente desemboca en el lago Winnipeg, donde se extiende en un vasto humedal deltaico conocido como pantano Netley (Netley Marsh). 
El río Rojo, al sur de Manitoba, tiene una larga temporada sin heladas, de entre 120 y 140 días. Este periodo disminuye conforme se avanza en dirección noreste.
El río es una vía de conexión para el transporte entre el lago Winnipeg y el sistema fluvial del Misisipi. En su fértil valle se producen cereales, patatas y remolacha azucarera, además de practicarse la cría pecuaria.

### Afluentes
Los principales afluentes del río son los siguientes:
- por la margen derecha, en la parte estadounidense, el río Wild Rice (Minnesota) (257 km) y el río Red Lake (310 km); y, ya en la parte canadiense, el río Roseau (290 km, que discurre en parte en los EE. UU.) y el río Seine;
- por la margen izquierda, en la parte estadounidense, el río Wild Rice (Dakota del Norte) (390 km), el río Sheyenne (525 km), los ríos Elm, Goose, Forest y Park, el río Pembina (443 km) (que discurre en parte por territorio canadiense); y, ya en Canadá, el más importante de todos sus afluentes, el río Assiniboine (1.070 km) (que discurre íntegramente por Canadá), y los más cortos ríos Morris y Sale.

## Historia
El río fue explorado, en 1732-1733, por el francocanadiense Pierre Gaultier de Varennes y lleva su nombre por el color rojizo del sedimento que arrastra. 
Originalmente, la región del río Rojo formó parte de la Tierra de Rupert, y el río fue clave en la pronta colonización de Canadá, un centro del comercio de pieles y del pueblo de los Métis, y lugar de la colonia del Río Rojo, un asentamiento agrícola fundado en 1811, el origen de la actual ciudad de Winnipeg. 

## Inundaciones de 1950

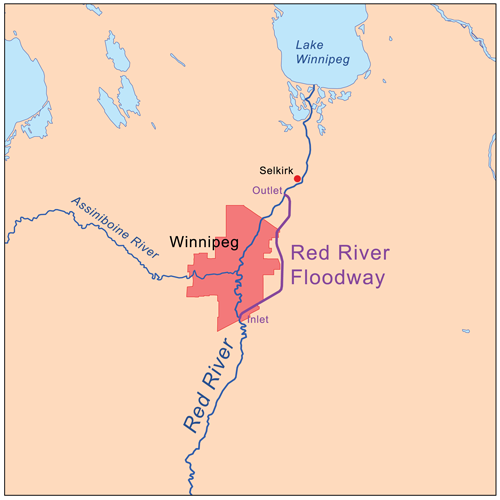
El proyecto Red River Floodway, para el control de inundaciones en la ciudad de Winnipeg.

El río es conocido por las inundaciones en primavera debido al derretimiento de la nieve, y ha sido objeto de estudios de paleoinundaciones. Aunque solo se conocen tres grandes inundaciones desde que los europeos se asentaron en la región, en 1826, 1950 y 1997, se han producido muchas otras, de igual tamaño e incluso mayores, que se pueden estudiar debido a sus efectos sobre la tierra.
El 8 de mayo de 1950, el río Rojo alcanzó su nivel más alto desde 1861. Ocho diques de protección de Winnipeg cedieron y se inundó gran parte de la ciudad, convirtiendo 1.550 km² de tierras de cultivo en un enorme lago. La ciudad pidió ayuda al Ejército canadiense y a la Cruz Roja y cerca de 70.000 personas fueron evacuadas de sus hogares y empresas (una de las mayores evacuaciones de la historia canadiense). Cuatro de los once puentes de la ciudad quedaron destruidos, y los daños se estimaron entre 600 y 1 000 millones de dólares canadienses . 
Como resultado de esta inundación, se inició un proyecto de control de inundaciones para garantizar que nunca más volviera a suceder. El Red River Floodway, un canal de unos 47 km que bordea la ciudad, fue motivo de burla en su época, ya que parecía haberse sobrestimado y fue el mayor proyecto de movimiento de tierras en el mundo en ese momento. El proyecto se completó bajo presupuesto y se ha utilizado, por lo menos, unas veinte veces (hasta 2006) en el control de inundaciones en los treinta y siete años después de su finalización (1969). Se estima que el Floodway ha ahorrado unos 10 000 millones de dólares canadienses en daños.